# Echium pininana
Espèce
Statut de conservation UICN

 EN  : En danger
Echium pininana est une espèce de plantes de la famille des Boraginacées originaire des îles Canaries.